# Водяне Друге
Водяне́ Друге — село Іллінівської сільської громади Краматорського району Донецької області, України.

## Загальні відомості
Відстань до райцентру становить близько 63 км і проходить автошляхом Н32.
Назва села походить від однойменної балки, в якій розташовується село - лівій притоці Клебан-Бика.

## Історична довідка
Історія сусіднього села Тарасівка офіційно бере свій початок від 1830 року. Вважається, що саме цього року поміщик Рафальський переселив сюди декілька родин селян, яких він купив у Харківській та Орловській губерніях. Це твердження, ймовірно, є хибним, адже Рафальські ніколи не значились у землевласниках Тарасівки (Петровки). 
У збірнику статистичних відомостей Катеринославської губернії від 1886 року є запис про хутір Єлизаветинський у Петровській №1 волості, що розташований у 42 верстах від Бахмута, що точно відповідає розташуванню хутору Водяний №1 на мапі 1928 року.
Власницею хутора значиться вдова дійсного статського радника - Є. Ф. Рафальська. У довіднику землевласників 1870-1918 таким ініціалам відповідає тільки одне ім’я - Катерина Францівна Рафальська.
На мапі 1888 року на місці сучасного села нанесено скотний двір.
У метричних книгах Успенської церкви села Гродівка Бахмутського повіту Катеринославської губернії є записи про землевласників хутора Водяного:
- 29 березня 1898 року народився Іоан Рафальський. Батько - Адольф-Михайло Юліанович Рафальський, мати - Марфа Яковлева.
- Адольф Рафальський народився 1855 року та помер 1 лютого 1918 року. Був реформаторського віросповідання.
- Марфа Яковлева - його законна дружина. Була православною.[4]
- 8 березня 1897 року у маєтку Водяне у Адольфа та Марфи Рафальських народжуються одночасно син Костянтин та донька Анастасія.[5]

Дворянин Адольф-Михайло Юліанович Рафальський займався лісорозведенням. Він висадив поблизу маєтку лісовий масив, що нині є ландшафтним заказником місцевого значення "Тарасівським".
Площа лісу на 1901 рік становила 16 десятин. Щорічно він зростав до 2 десятин. Нині має площу 75 га.
Основні сорти дерев складали акація біла, берест, клен, ясен простий та американський, дуб. На нижчих місцях висаджувалися верба, тополя, вільха, береза, іноді горіх чорний чи віргінський. У маєтку був свій розплідник лісових та декоративних дерев.
Згідно Плану Катеринославської губернії Бахмутського повіту від 1911 року, хутір Єлизаветівка межує із землями хутора Заячий (Осокина), села Оленівки (Котляревського), села Петровенька (селян-власників) та хутора Водяний (Рафальської).
Цей дає можливість припустити, що хутір Єлизаветівка це сучасне село Березівка, а хутір Водяний сучасне Водяне Друге.

### Радянський період
З початком радянської окупації від 1919 року утворюють Тарасівську сільську раду. У довіднику 1926 року їй підпорядковуються: Тарасівка (Петровка № 3), хутір Водяний №1, хутір Водяний №2, хутір Заяча Балка, Кварцевий Кар'єр, хутір Ново-Борисівка (Мурівці), хутір Ново-Полтавка, хутір Первомайський (Фесенко-Полтавка), хутір Полтавка (Ренерів), сад Рафальського.
Водяне Друге вперше фігурує на мапі 1928 року, проте поселення із такою назвою розташовувалося на місці сучасної Березівки. На місці сучасного села фіксується хутір Водяний №1. 
На мапі 1928 року біля Водяного фіксується сад Рафальського. Згідно даних за 17 грудня 1926 року там проживало 8 осіб (3 чоловіка та 5 жінок), серед яких 5 української національності та 3 німецької.
У довіднику населених пунктів Донецької області від 1936 року, Тарасівській сільраді підпорядковано: село Тарасівка, хутір Березівка, хутір Водяний №1, хутір Водяний №2, Кварцеві кар’єри, хутір Ново-Борисівка, хутір Ново-Полтавка, хутір Осиново-Полтавка, хутір Старо-Полтавка, приміське господарство "Керамік".
На мапі 1938 року назву Водяне №2 носить східна частина села, дубльованою назвою було "ім. Леніна". А західна частина села позначена назвою "Красний". Так і фігурує на мапах 1943 та 1954 року.
2 червня 1945 року хутір Водяний №1 та Водяний № 2 Тарасівської сільської ради об’єднують в один населений пункт - хутір Водяний.
26 квітня 1978 року село Водяне Перше Олександро-Калинівської сільської ради було виключено з відомостей, а мешканців приписують до села Водяне Друге.
22 жовтня 1980 року у підпорядкування Тарасівській сільській раді переходять села Тарасівка, Новооленівка, Водяне Друге та Березівка Олександро-Калинівської сільради; села Олександропіль та Зелене Поле Правдівської сільради.
На мапі 1981 року на місці колишнього саду Рафальського фіксується сарай, зараз на місці цього поселення також знаходиться господарська споруда на березі балки Водяної.

## Населення
За даними перепису 2001 року населення села становило 26 осіб, із них 69,23 % зазначили рідною мову українську та 26,92 % — російську.

## Інфраструктура
Завдяки інвестиційному проєкту 18 грудня 2008 року було створено підприємство ТОВ "Європродукт", яке реорганізовано у ПрАТ "Український бекон".
Основним видом діяльності є виробництво м'ясних продуктів. Також підприємство займалося розведенням свиней, виробництвом хліба та хлібобулочних виробів; виробництвом борошняних кондитерських виробів, тортів і тістечок нетривалого зберігання, виробництвом макаронних виробів і подібних борошняних виробів, виробництвом готової їжі та страв.
Станом на 2025 рік підприємство релоковане до Бердичева.

## Вулиці
В селі тільки одна вулиця Зелена.